# 詩那卡隆路
詩那卡隆路是泰國曼谷的街道，與叻拋路同為市中心至蘇凡納布機場的道路，也是曼谷少數的環狀馬路。它以當朝泰國國王拉瑪九世的母親詩那卡隆（ศรีนครินทร์ Sri Nagarindra）命名。

## 主要的連接公路
- 叻拋路（ถนนลาดพร้าว Lat Phrao Road）；
- 拍喃九路（ถนนพระราม Rama 9 Road）；
- 博他那幹路（ถนนพัฒนาการ Phatthanakan Road）；
- 素坤逸路（ถนนสุขุมวิท Sukhumvit Road）；
- 挽叻縣－桐艾府公路。

## 鄰近景點
- Seacon Square （页面存档备份，存于）（購物商場）
- Paradise Park（酒店式住宅）
- 華目車站（หัวหมาก Hua Mak）